# Wolne (album)
Wolne – płyta Doroty Masłowskiej z 2023, wydana pod pseudonimem DOROTA.

## Wydanie
Płyta została wydana 21 kwietnia 2023. Do znajdujących się na niej utworów powstały cztery teledyski: „Motyle”, „Ojciec”, „Weź skręć”, „Gadżety”. Reżyserką dwóch pierwszych jest Aleksandra Terpińska, zaś „Gadżetów” Marcin Kitty Kosakowski. Okładka płyty autorstwa Anety Grzeszykowskiej przedstawia bestię z maską człowieka.

## Odbiór
W przeciwieństwie do płyty „Społeczeństwo jest niemiłe” wydanej w 2014, „Wolne” jest albumem utrzymanym w dużo poważniejszym tonie. Sama Masłowska podkreślała, że użyła hip-hopowej konwencji do wyrażenia ważnych dla niej treści, a nie do zabawy konwencją. Teksty, określane w recenzjach jako szczere, dotyczące pozycji kobiety w społeczeństwie, jej seksualności i spełniania „oczekiwań”, zawierają wyraźny rys feministyczny. Masłowska-podmiot liryczny występuje jako kobieta dojrzała, kochanka, córka. Używany w tekstach język jest potoczny, naturalny, dynamiczny, z wtrąceniami charakterystycznymi dla Masłowskiej, jednak pozbawiony typowej dla niej autoironii. Niektóre recenzje wskazują na elementy zabawne na płycie.
Mimo pozytywnych recenzji, wydawca SBM bezpośrednio po premierze zapowiedział, że nie będzie kontynuować współpracy z Masłowską i zamknął sublabel – SBM A – w ramach którego „Wolne” okazało się jedyną wydaną płytą. Jako źródło komercyjnej porażki albumu wskazywano rozminięcie oczekiwań odbiorców wytwórni, dotychczas kojarzonej jako „męska”, z treścią płyty i wizerunkiem samej Masłowskiej, na co wskazywały na blisko rok przed premierą płyty reakcje na teledysk do utworu „Motyle”. Sama Masłowska zaznaczała, że jej muzyka ma „antykomercyjny, niecyniczny charakter”.

## Lista utworów
1. „Światło” – 1:56
2. „Serce” – 2:39
3. „Ojciec” – 2:23
4. „Lajki” – 2:10
5. „Miłość” – 1:38
6. „Idę do Ciebie” – 2:05
7. „Bal” – 2:27
8. „Gadżety” – 2:43
9. „Weź skręć” – 2:41
10. „Motyle” – 1:51
11. „Kobieta – woda” – 0:48
12. „Wiosna to wojna” – 3:17

Opracowano na podstawie materiału źródłowego.

## Twórcy
- Dorota Masłowska – muzyka, teksty, śpiew
- Auer (utwory: 5, 7), Białas (1, 2, 9), Blind.Scream (12), Lanek (3), Lucassi (4, 6, 8, 11), Solar (21) (10) – produkcja
- Auer – produkcja wykonawcza
- Katarzyna Bielska – zdjęcia
- Sample utworów autorstwa Jacka Cygana, Krzesimira Dębskiego, Kory, Marka Jackowskiego i Wojciecha Olszaka

Opracowano na podstawie materiału źródłowego.